# 交道镇 (富县)
交道镇，是中华人民共和国陕西省延安市富县一个已撤销的乡级行政区，2015年，陕西省民政厅批复同意撤销交道镇，将其所辖行政区域划归茶坊街道。